# François Terby
François Joseph Charles Terby (* 8. August 1846 in Löwen; † 20. März 1911 ebenda) war ein belgischer Astronom.

## Leben und Wirken
Terby wurde als Sohn des Musikprofessors François Pierre Terby geboren. Nach Schulbesuch an einem Josephiten-Kolleg in seiner Geburtsstadt und seiner Promotion an der Universität Löwen war er dort für mehrere Jahre Lehrkraft. Außerdem wurde er Professor für Naturwissenschaften und Physik am Collège Communal sowie Professor für Physik, Chemie und Mechanik an der École Industrielle in Löwen.
Anfang der 1870er Jahre gab er seine Lehrtätigkeit auf und widmete sich in seinem privaten Observatorium in Löwen der Planetenforschung und speziell dem Mars und dem Jupiter. 1873 publizierte er die Areografischen Fragmente (Manuskripte, Originalzeichnungen und unveröffentlichtes Material) des deutschen Astronomen Johann Hieronymus Schroeter. 1875 publizierte er selber ein Buch zur Areografie. Er gehörte zu den leidenschaftlichen Verfechtern der Existenz von Marskanälen.
1889 wurde er korrespondierendes und 1891 volles Mitglied der Académie royale des Sciences, des Lettres et des Beaux-Arts de Belgique (Classe des Sciences). Seit 1874 war er Mitglied der Royal Astronomical Society.
Er war Träger des Leopoldsordens. Der Marskrater Terby wurde nach ihm benannt.